# Macrobrachium surinamicum
Macrobrachium surinamicum is een garnalensoort uit de familie van de Palaemonidae. De wetenschappelijke naam van de soort is voor het eerst geldig gepubliceerd in 1948 door Holthuis.